# 根室市
根室市（ねむろし）は、北海道東部（道東地方）にある市。根室振興局の振興局所在地。北海道本島最東端の自治体かつ、日本の市で最も東に位置する。

## 概要
北海道本島の最東端、西から145°21'から146°11'、北緯43°09'から43°38'の間で、東西に70 km、南北に10 km、東西に細長く太平洋に突き出た根室半島の全域と、半島の付け根辺り、北方領土の歯舞群島を市域とし、日本の主要都市の中でもっとも北方領土に近い都市である。根室半島の太平洋沖合約3 kmにユルリ島・モユルリ島がある。

### 市章
根室市章は、1925年（大正14年）2月13日に根室町章として制定されたものを市制施行後も継承して用いている。6つのカタカナのロを円形に配した「ムロ」の中心に「ネ」を据えて「ネムロ」（根室）を示し、「光り輝く未来への発展」を表現するために赤色で描かれる。6つのロを外周に置き「ムロ」を表す点は、室蘭市章と共通している。

## 地理

### 地形
概ね低平な隆起海食台地で、山岳及び大きな河川はなく、市の中心部は透遠な高原の一部であるため、地形の高低があり、街路は緩やかな坂道が多く北東に紅煙岬が突出し、その西方海面に弁天島が横たわり、自然の港門となって根室港を形取っている。
陸地はほとんど平坦で牧畜に適し、半島の東端納沙布岬は周辺に暗礁が多くあり、加えて濃霧が深く航海上の難所として知られ納沙布岬灯台が設置されており、一方、太平洋側には大小の島が点在し、南東に突出した港の入江にはそれぞれ歯舞、花咲、落石（おちいし）の各港があり重要な漁港としての役割を果たし、冬季間の氷結もなく、沿岸、沖合漁業の根拠地として根室港と表裏をなしている。
更に、内陸部の厚床、和田地区は、大部分が平坦な平原で最高背部で150m、丘陵に小川が入り交じって大きな河川はなく、わずかにオンネベツ川、別当賀川を最大にホロニタイ川の小河川があるに過ぎない。

### 地質
地域の大部分が千島火山系摩周岳に由来する火山噴出物が堆積して形成された風積火山性土で、土性は一般に泥炭土を除き火山灰性土壌である。

### 気候
夏は涼しく真夏日日数及び夏日日数が少ない。冬は根室半島という立地上の影響から道東の中では最も温暖であるなど年較差、日較差共に小さく、海洋性気候の特色が強い。春から夏にかけて海霧が発生しやすく、秋から冬にかけては晴天が続く。北海道の中では雪は少なく、過去最深積雪も115cm（2014年3月21日）と1m強である。過去最高気温は34.0℃（2019年5月26日）で2015年8月5日には次点となる33.6℃を観測した一方、過去最低気温は-22.9℃（1931年2月18日）で1978年2月17日に-22.1℃を観測して以来、-20度以下は一度も観測されていない。古くから観測が行われていて都市化の影響が少ない地点として、日本の平均気温の算出地点の一つに使われている。
| 根室市弥栄町（根室特別地域気象観測所、標高25m）の気候        | 根室市弥栄町（根室特別地域気象観測所、標高25m）の気候 | 根室市弥栄町（根室特別地域気象観測所、標高25m）の気候 | 根室市弥栄町（根室特別地域気象観測所、標高25m）の気候 | 根室市弥栄町（根室特別地域気象観測所、標高25m）の気候 | 根室市弥栄町（根室特別地域気象観測所、標高25m）の気候 | 根室市弥栄町（根室特別地域気象観測所、標高25m）の気候 | 根室市弥栄町（根室特別地域気象観測所、標高25m）の気候 | 根室市弥栄町（根室特別地域気象観測所、標高25m）の気候 | 根室市弥栄町（根室特別地域気象観測所、標高25m）の気候 | 根室市弥栄町（根室特別地域気象観測所、標高25m）の気候 | 根室市弥栄町（根室特別地域気象観測所、標高25m）の気候 | 根室市弥栄町（根室特別地域気象観測所、標高25m）の気候 | 根室市弥栄町（根室特別地域気象観測所、標高25m）の気候 |
| 月                                                           | 1月                                                   | 2月                                                   | 3月                                                   | 4月                                                   | 5月                                                   | 6月                                                   | 7月                                                   | 8月                                                   | 9月                                                   | 10月                                                  | 11月                                                  | 12月                                                  | 年                                                    |
| ------------------------------------------------------------ | ----------------------------------------------------- | ----------------------------------------------------- | ----------------------------------------------------- | ----------------------------------------------------- | ----------------------------------------------------- | ----------------------------------------------------- | ----------------------------------------------------- | ----------------------------------------------------- | ----------------------------------------------------- | ----------------------------------------------------- | ----------------------------------------------------- | ----------------------------------------------------- | ----------------------------------------------------- |
| 最高気温記録 °C （°F）                                       | 10.3 (50.5)                                           | 11.8 (53.2)                                           | 14.7 (58.5)                                           | 23.3 (73.9)                                           | 34.0 (93.2)                                           | 32.1 (89.8)                                           | 33.9 (93)                                             | 33.6 (92.5)                                           | 29.5 (85.1)                                           | 24.7 (76.5)                                           | 19.2 (66.6)                                           | 13.6 (56.5)                                           | 34.0 (93.2)                                           |
| 平均最高気温 °C （°F）                                       | −0.9 (30.4)                                           | −1.2 (29.8)                                           | 2.2 (36)                                              | 7.4 (45.3)                                            | 11.9 (53.4)                                           | 14.9 (58.8)                                           | 18.7 (65.7)                                           | 20.9 (69.6)                                           | 19.4 (66.9)                                           | 14.7 (58.5)                                           | 8.6 (47.5)                                            | 2.1 (35.8)                                            | 9.9 (49.8)                                            |
| 日平均気温 °C （°F）                                         | −3.4 (25.9)                                           | −3.8 (25.2)                                           | −0.8 (30.6)                                           | 3.5 (38.3)                                            | 7.7 (45.9)                                            | 10.9 (51.6)                                           | 14.9 (58.8)                                           | 17.4 (63.3)                                           | 16.2 (61.2)                                           | 11.6 (52.9)                                           | 5.6 (42.1)                                            | −0.5 (31.1)                                           | 6.6 (43.9)                                            |
| 平均最低気温 °C （°F）                                       | −6.5 (20.3)                                           | −7.1 (19.2)                                           | −3.7 (25.3)                                           | 0.5 (32.9)                                            | 4.5 (40.1)                                            | 8.1 (46.6)                                            | 12.1 (53.8)                                           | 14.8 (58.6)                                           | 13.6 (56.5)                                           | 8.5 (47.3)                                            | 2.3 (36.1)                                            | −3.6 (25.5)                                           | 3.6 (38.5)                                            |
| 最低気温記録 °C （°F）                                       | −22.7 (−8.9)                                          | −22.9 (−9.2)                                          | −21.1 (−6)                                            | −13.4 (7.9)                                           | −6.7 (19.9)                                           | −4.9 (23.2)                                           | 0.4 (32.7)                                            | 6.3 (43.3)                                            | 1.7 (35.1)                                            | −3.3 (26.1)                                           | −10.6 (12.9)                                          | −15.1 (4.8)                                           | −22.9 (−9.2)                                          |
| 降水量 mm （inch）                                           | 30.6 (1.205)                                          | 23.5 (0.925)                                          | 47.0 (1.85)                                           | 64.4 (2.535)                                          | 96.2 (3.787)                                          | 103.0 (4.055)                                         | 115.1 (4.531)                                         | 132.3 (5.209)                                         | 160.0 (6.299)                                         | 126.1 (4.965)                                         | 83.2 (3.276)                                          | 59.0 (2.323)                                          | 1,040.4 (40.961)                                      |
| 降雪量 cm （inch）                                           | 43 (16.9)                                             | 39 (15.4)                                             | 36 (14.2)                                             | 12 (4.7)                                              | 0 (0)                                                 | 0 (0)                                                 | 0 (0)                                                 | 0 (0)                                                 | 0 (0)                                                 | 0 (0)                                                 | 2 (0.8)                                               | 28 (11)                                               | 159 (62.6)                                            |
| 平均降水日数 （≥0.5 mm）                                     | 9.7                                                   | 6.3                                                   | 9.4                                                   | 10.6                                                  | 11.3                                                  | 10.1                                                  | 11.0                                                  | 11.8                                                  | 11.5                                                  | 10.7                                                  | 10.8                                                  | 10.4                                                  | 123.6                                                 |
| 平均降雪日数                                                 | 23.2                                                  | 20.5                                                  | 19.4                                                  | 12.9                                                  | 2.6                                                   | 0.0                                                   | 0.0                                                   | 0.0                                                   | 0.0                                                   | 0.7                                                   | 6.1                                                   | 17.5                                                  | 105.3                                                 |
| % 湿度                                                       | 71                                                    | 72                                                    | 75                                                    | 78                                                    | 83                                                    | 89                                                    | 91                                                    | 89                                                    | 84                                                    | 76                                                    | 70                                                    | 69                                                    | 79                                                    |
| 平均月間日照時間                                             | 154.4                                                 | 164.1                                                 | 190.8                                                 | 180.9                                                 | 171.6                                                 | 135.5                                                 | 117.3                                                 | 124.6                                                 | 144.5                                                 | 162.8                                                 | 148.2                                                 | 151.8                                                 | 1,846.7                                               |
| 出典：気象庁（平均値：1991年 - 2020年、極値：1879年 - 現在） |                                                       |                                                       |                                                       |                                                       |                                                       |                                                       |                                                       |                                                       |                                                       |                                                       |                                                       |                                                       |                                                       |

| 納沙布（1991年 - 2020年）の気候    | 納沙布（1991年 - 2020年）の気候 | 納沙布（1991年 - 2020年）の気候 | 納沙布（1991年 - 2020年）の気候 | 納沙布（1991年 - 2020年）の気候 | 納沙布（1991年 - 2020年）の気候 | 納沙布（1991年 - 2020年）の気候 | 納沙布（1991年 - 2020年）の気候 | 納沙布（1991年 - 2020年）の気候 | 納沙布（1991年 - 2020年）の気候 | 納沙布（1991年 - 2020年）の気候 | 納沙布（1991年 - 2020年）の気候 | 納沙布（1991年 - 2020年）の気候 | 納沙布（1991年 - 2020年）の気候 |
| 月                                 | 1月                             | 2月                             | 3月                             | 4月                             | 5月                             | 6月                             | 7月                             | 8月                             | 9月                             | 10月                            | 11月                            | 12月                            | 年                              |
| ---------------------------------- | ------------------------------- | ------------------------------- | ------------------------------- | ------------------------------- | ------------------------------- | ------------------------------- | ------------------------------- | ------------------------------- | ------------------------------- | ------------------------------- | ------------------------------- | ------------------------------- | ------------------------------- |
| 最高気温記録 °C （°F）             | 7.5 (45.5)                      | 10.9 (51.6)                     | 13.1 (55.6)                     | 23.0 (73.4)                     | 31.6 (88.9)                     | 31.0 (87.8)                     | 33.3 (91.9)                     | 33.5 (92.3)                     | 29.7 (85.5)                     | 25.2 (77.4)                     | 17.9 (64.2)                     | 13.9 (57)                       | 33.5 (92.3)                     |
| 平均最高気温 °C （°F）             | −0.7 (30.7)                     | −1.2 (29.8)                     | 1.8 (35.2)                      | 6.7 (44.1)                      | 10.9 (51.6)                     | 13.8 (56.8)                     | 17.8 (64)                       | 20.4 (68.7)                     | 19.4 (66.9)                     | 14.8 (58.6)                     | 8.9 (48)                        | 2.4 (36.3)                      | 9.6 (49.3)                      |
| 日平均気温 °C （°F）               | −3.0 (26.6)                     | −3.7 (25.3)                     | −1.0 (30.2)                     | 3.0 (37.4)                      | 6.8 (44.2)                      | 10.1 (50.2)                     | 14.0 (57.2)                     | 16.8 (62.2)                     | 16.0 (60.8)                     | 11.7 (53.1)                     | 5.8 (42.4)                      | −0.2 (31.6)                     | 6.3 (43.3)                      |
| 平均最低気温 °C （°F）             | −5.9 (21.4)                     | −6.7 (19.9)                     | −4.0 (24.8)                     | −0.1 (31.8)                     | 3.8 (38.8)                      | 7.3 (45.1)                      | 11.3 (52.3)                     | 14.2 (57.6)                     | 13.2 (55.8)                     | 8.4 (47.1)                      | 2.4 (36.3)                      | −3.3 (26.1)                     | 3.4 (38.1)                      |
| 最低気温記録 °C （°F）             | −16.4 (2.5)                     | −19.6 (−3.3)                    | −18.1 (−0.6)                    | −7.9 (17.8)                     | −4.0 (24.8)                     | 1.3 (34.3)                      | 3.8 (38.8)                      | 7.0 (44.6)                      | 4.9 (40.8)                      | −0.4 (31.3)                     | −7.3 (18.9)                     | −13.0 (8.6)                     | −19.6 (−3.3)                    |
| 降水量 mm （inch）                 | 18.9 (0.744)                    | 14.6 (0.575)                    | 37.4 (1.472)                    | 53.9 (2.122)                    | 82.9 (3.264)                    | 93.6 (3.685)                    | 107.7 (4.24)                    | 116.3 (4.579)                   | 130.6 (5.142)                   | 103.3 (4.067)                   | 75.2 (2.961)                    | 49.2 (1.937)                    | 889.1 (35.004)                  |
| 平均降水日数 （≥1.0 mm）           | 5.6                             | 4.3                             | 6.5                             | 7.8                             | 9.7                             | 8.9                             | 9.8                             | 10.3                            | 10.1                            | 9.3                             | 9.6                             | 7.9                             | 99.7                            |
| 平均月間日照時間                   | 150.2                           | 169.9                           | 202.2                           | 190.2                           | 169.0                           | 134.3                           | 116.8                           | 129.0                           | 153.2                           | 168.9                           | 145.9                           | 145.0                           | 1,875.2                         |
| 出典1：Japan Meteorological Agency |                                 |                                 |                                 |                                 |                                 |                                 |                                 |                                 |                                 |                                 |                                 |                                 |                                 |
| 出典2：気象庁                      |                                 |                                 |                                 |                                 |                                 |                                 |                                 |                                 |                                 |                                 |                                 |                                 |                                 |

| 厚床（1991年 - 2020年）の気候      | 厚床（1991年 - 2020年）の気候 | 厚床（1991年 - 2020年）の気候 | 厚床（1991年 - 2020年）の気候 | 厚床（1991年 - 2020年）の気候 | 厚床（1991年 - 2020年）の気候 | 厚床（1991年 - 2020年）の気候 | 厚床（1991年 - 2020年）の気候 | 厚床（1991年 - 2020年）の気候 | 厚床（1991年 - 2020年）の気候 | 厚床（1991年 - 2020年）の気候 | 厚床（1991年 - 2020年）の気候 | 厚床（1991年 - 2020年）の気候 | 厚床（1991年 - 2020年）の気候 |
| 月                                 | 1月                           | 2月                           | 3月                           | 4月                           | 5月                           | 6月                           | 7月                           | 8月                           | 9月                           | 10月                          | 11月                          | 12月                          | 年                            |
| ---------------------------------- | ----------------------------- | ----------------------------- | ----------------------------- | ----------------------------- | ----------------------------- | ----------------------------- | ----------------------------- | ----------------------------- | ----------------------------- | ----------------------------- | ----------------------------- | ----------------------------- | ----------------------------- |
| 最高気温記録 °C （°F）             | 7.6 (45.7)                    | 11.4 (52.5)                   | 16.2 (61.2)                   | 23.0 (73.4)                   | 34.2 (93.6)                   | 31.8 (89.2)                   | 34.2 (93.6)                   | 34.9 (94.8)                   | 30.2 (86.4)                   | 24.7 (76.5)                   | 20.0 (68)                     | 12.7 (54.9)                   | 34.9 (94.8)                   |
| 平均最高気温 °C （°F）             | −1.1 (30)                     | −1.0 (30.2)                   | 2.6 (36.7)                    | 8.3 (46.9)                    | 13.3 (55.9)                   | 16.3 (61.3)                   | 20.0 (68)                     | 21.9 (71.4)                   | 20.0 (68)                     | 15.1 (59.2)                   | 8.6 (47.5)                    | 1.7 (35.1)                    | 10.5 (50.9)                   |
| 日平均気温 °C （°F）               | −6.0 (21.2)                   | −5.8 (21.6)                   | −1.7 (28.9)                   | 3.3 (37.9)                    | 7.9 (46.2)                    | 11.5 (52.7)                   | 15.4 (59.7)                   | 17.5 (63.5)                   | 15.4 (59.7)                   | 9.9 (49.8)                    | 3.6 (38.5)                    | −3.1 (26.4)                   | 5.6 (42.1)                    |
| 平均最低気温 °C （°F）             | −11.8 (10.8)                  | −11.9 (10.6)                  | −6.7 (19.9)                   | −1.4 (29.5)                   | 3.1 (37.6)                    | 7.6 (45.7)                    | 12.0 (53.6)                   | 14.0 (57.2)                   | 10.9 (51.6)                   | 4.3 (39.7)                    | −2.0 (28.4)                   | −8.6 (16.5)                   | 0.8 (33.4)                    |
| 最低気温記録 °C （°F）             | −25.7 (−14.3)                 | −27.6 (−17.7)                 | −25.2 (−13.4)                 | −11.5 (11.3)                  | −5.7 (21.7)                   | −3.4 (25.9)                   | 1.8 (35.2)                    | 3.6 (38.5)                    | −0.7 (30.7)                   | −7.1 (19.2)                   | −14.2 (6.4)                   | −22.1 (−7.8)                  | −27.6 (−17.7)                 |
| 降水量 mm （inch）                 | 37.2 (1.465)                  | 27.7 (1.091)                  | 57.8 (2.276)                  | 78.8 (3.102)                  | 110.2 (4.339)                 | 117.1 (4.61)                  | 124.7 (4.909)                 | 142.6 (5.614)                 | 172.9 (6.807)                 | 137.0 (5.394)                 | 85.3 (3.358)                  | 67.5 (2.657)                  | 1,158.8 (45.622)              |
| 降雪量 cm （inch）                 | 85 (33.5)                     | 77 (30.3)                     | 76 (29.9)                     | 28 (11)                       | 3 (1.2)                       | 0 (0)                         | 0 (0)                         | 0 (0)                         | 0 (0)                         | 0 (0)                         | 8 (3.1)                       | 65 (25.6)                     | 344 (135.4)                   |
| 平均降水日数 （≥1.0 mm）           | 6.9                           | 5.6                           | 8.2                           | 9.5                           | 10.7                          | 9.6                           | 10.3                          | 11.4                          | 11.3                          | 9.6                           | 9.4                           | 8.6                           | 111.1                         |
| 平均月間日照時間                   | 164.0                         | 163.5                         | 180.9                         | 163.2                         | 158.4                         | 127.3                         | 108.3                         | 117.7                         | 142.0                         | 162.4                         | 149.3                         | 154.7                         | 1,794.1                       |
| 出典1：Japan Meteorological Agency |                               |                               |                               |                               |                               |                               |                               |                               |                               |                               |                               |                               |                               |
| 出典2：気象庁                      |                               |                               |                               |                               |                               |                               |                               |                               |                               |                               |                               |                               |                               |

| 根室（根室測候所・1961年 - 1990年平均）の気候 | 根室（根室測候所・1961年 - 1990年平均）の気候 | 根室（根室測候所・1961年 - 1990年平均）の気候 | 根室（根室測候所・1961年 - 1990年平均）の気候 | 根室（根室測候所・1961年 - 1990年平均）の気候 | 根室（根室測候所・1961年 - 1990年平均）の気候 | 根室（根室測候所・1961年 - 1990年平均）の気候 | 根室（根室測候所・1961年 - 1990年平均）の気候 | 根室（根室測候所・1961年 - 1990年平均）の気候 | 根室（根室測候所・1961年 - 1990年平均）の気候 | 根室（根室測候所・1961年 - 1990年平均）の気候 | 根室（根室測候所・1961年 - 1990年平均）の気候 | 根室（根室測候所・1961年 - 1990年平均）の気候 | 根室（根室測候所・1961年 - 1990年平均）の気候 |
| 月                                            | 1月                                           | 2月                                           | 3月                                           | 4月                                           | 5月                                           | 6月                                           | 7月                                           | 8月                                           | 9月                                           | 10月                                          | 11月                                          | 12月                                          | 年                                            |
| --------------------------------------------- | --------------------------------------------- | --------------------------------------------- | --------------------------------------------- | --------------------------------------------- | --------------------------------------------- | --------------------------------------------- | --------------------------------------------- | --------------------------------------------- | --------------------------------------------- | --------------------------------------------- | --------------------------------------------- | --------------------------------------------- | --------------------------------------------- |
| 平均最高気温 °C （°F）                        | −1.7 (28.9)                                   | −2.2 (28)                                     | 1.1 (34)                                      | 6.9 (44.4)                                    | 11.7 (53.1)                                   | 14.3 (57.7)                                   | 17.9 (64.2)                                   | 20.6 (69.1)                                   | 18.5 (65.3)                                   | 14.1 (57.4)                                   | 7.9 (46.2)                                    | 2.1 (35.8)                                    | 9.3 (48.7)                                    |
| 日平均気温 °C （°F）                          | −4.5 (23.9)                                   | −5.3 (22.5)                                   | −1.9 (28.6)                                   | 3.1 (37.6)                                    | 7.4 (45.3)                                    | 10.5 (50.9)                                   | 14.2 (57.6)                                   | 17.1 (62.8)                                   | 15.3 (59.5)                                   | 10.8 (51.4)                                   | 4.9 (40.8)                                    | −0.6 (30.9)                                   | 5.9 (42.6)                                    |
| 平均最低気温 °C （°F）                        | −8.1 (17.4)                                   | −8.9 (16)                                     | −5.1 (22.8)                                   | 0.1 (32.2)                                    | 4.0 (39.2)                                    | 7.4 (45.3)                                    | 11.4 (52.5)                                   | 14.4 (57.9)                                   | 12.5 (54.5)                                   | 7.5 (45.5)                                    | 1.4 (34.5)                                    | −3.9 (25)                                     | 2.7 (36.9)                                    |
| 出典：理科年表                                |                                               |                                               |                                               |                                               |                                               |                                               |                                               |                                               |                                               |                                               |                                               |                                               |                                               |

| 平均気温の推移°C                                               |                                                                |
| -------------------------------------------------------------- | -------------------------------------------------------------- |
| 現在、技術上の問題で一時的にグラフが表示されなくなっています。 |                                                                |
|                                                                | 現在、技術上の問題で一時的にグラフが表示されなくなっています。 |

|  | 現在、技術上の問題で一時的にグラフが表示されなくなっています。 |

|  | 現在、技術上の問題で一時的にグラフが表示されなくなっています。 |

|  | 現在、技術上の問題で一時的にグラフが表示されなくなっています。 |

|  | 現在、技術上の問題で一時的にグラフが表示されなくなっています。 |

|  | 現在、技術上の問題で一時的にグラフが表示されなくなっています。 |

|  | 現在、技術上の問題で一時的にグラフが表示されなくなっています。 |

|  | 現在、技術上の問題で一時的にグラフが表示されなくなっています。 |

|  | 現在、技術上の問題で一時的にグラフが表示されなくなっています。 |

|  | 現在、技術上の問題で一時的にグラフが表示されなくなっています。 |

|  | 現在、技術上の問題で一時的にグラフが表示されなくなっています。 |

|  | 現在、技術上の問題で一時的にグラフが表示されなくなっています。 |

|  | 現在、技術上の問題で一時的にグラフが表示されなくなっています。 |

|  | 現在、技術上の問題で一時的にグラフが表示されなくなっています。 |

|  | 現在、技術上の問題で一時的にグラフが表示されなくなっています。 |

|  | 現在、技術上の問題で一時的にグラフが表示されなくなっています。 |

|  | 現在、技術上の問題で一時的にグラフが表示されなくなっています。 |

|  | 現在、技術上の問題で一時的にグラフが表示されなくなっています。 |

### 地域

#### 住宅団地
- 道営住宅花咲団地
- 道営住宅パークタウン明治
- 道営住宅であえ〜る明治

### 人口
| |                                        |  |
| 根室市と全国の年齢別人口分布（2005年） | 根室市の年齢・男女別人口分布（2005年） |  |
| ■紫色 ― 根室市 ■緑色 ― 日本全国 | ■青色 ― 男性 ■赤色 ― 女性              |  |
| 根室市（に相当する地域）の人口の推移 \| 1970年（昭和45年） \| 45,381人 \| \| \| 1975年（昭和50年） \| 45,817人 \| \| \| 1980年（昭和55年） \| 42,880人 \| \| \| 1985年（昭和60年） \| 40,675人 \| \| \| 1990年（平成2年） \| 36,912人 \| \| \| 1995年（平成7年） \| 34,934人 \| \| \| 2000年（平成12年） \| 33,150人 \| \| \| 2005年（平成17年） \| 31,202人 \| \| \| 2010年（平成22年） \| 29,192人 \| \| \| 2015年（平成27年） \| 26,917人 \| \| \| 2020年（令和2年） \| 24,636人 \| \| |                                        |  |
| 総務省統計局 国勢調査より |                                        |  |
| 1970年（昭和45年） | 45,381人                               |  |
| 1975年（昭和50年） | 45,817人                               |  |
| 1980年（昭和55年） | 42,880人                               |  |
| 1985年（昭和60年） | 40,675人                               |  |
| 1990年（平成2年） | 36,912人                               |  |
| 1995年（平成7年） | 34,934人                               |  |
| 2000年（平成12年） | 33,150人                               |  |
| 2005年（平成17年） | 31,202人                               |  |
| 2010年（平成22年） | 29,192人                               |  |
| 2015年（平成27年） | 26,917人                               |  |
| 2020年（令和2年） | 24,636人                               |  |

消滅集落
2015年国勢調査によれば、以下の集落は調査時点で人口0人の消滅集落となっている。
- 根室市 - 春国岱、弁天島、ユルリ島、モユルリ島

## 歴史

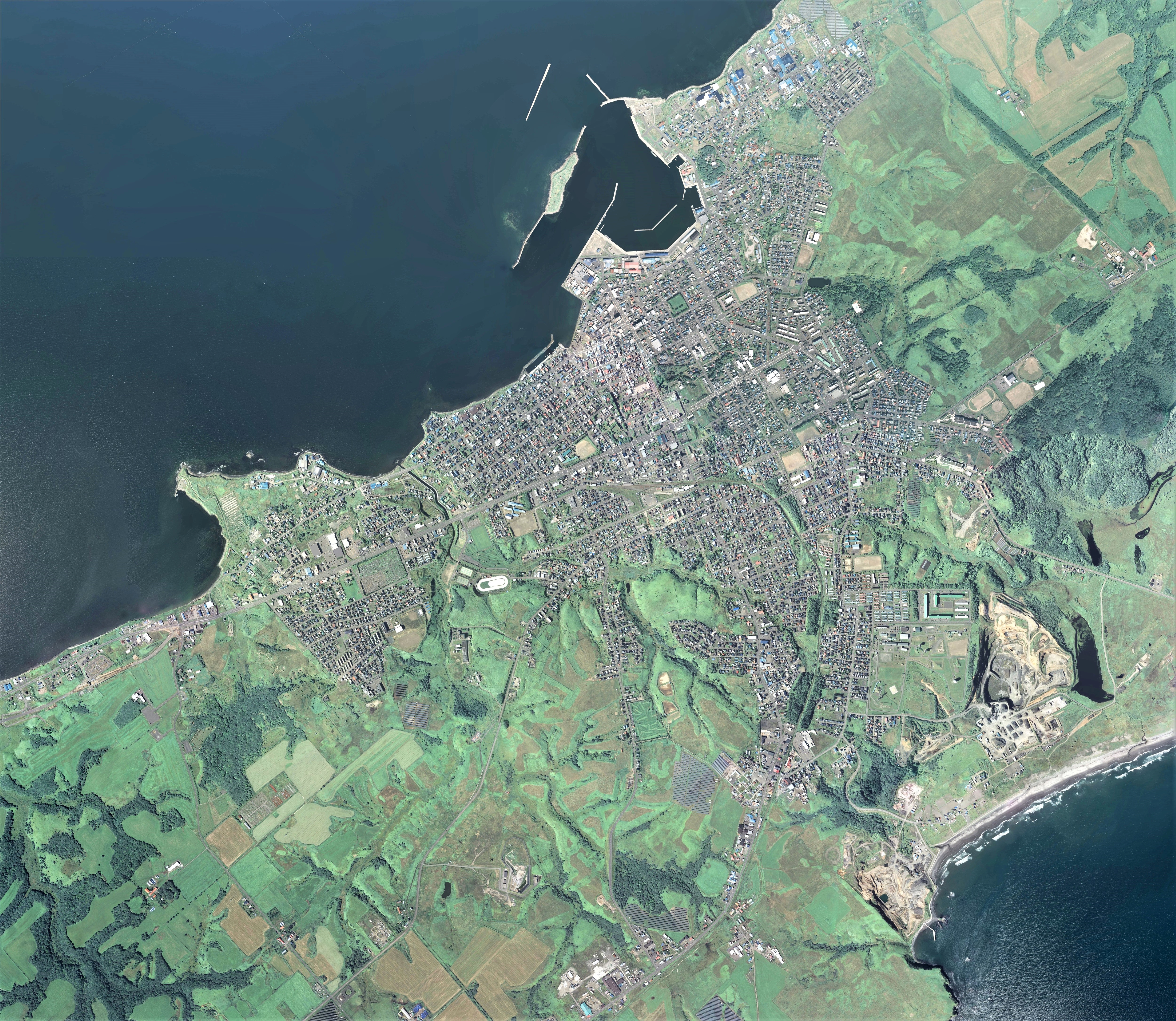
根室市中心部周辺の空中写真。2019年9月3日撮影の31枚を合成作成。
。

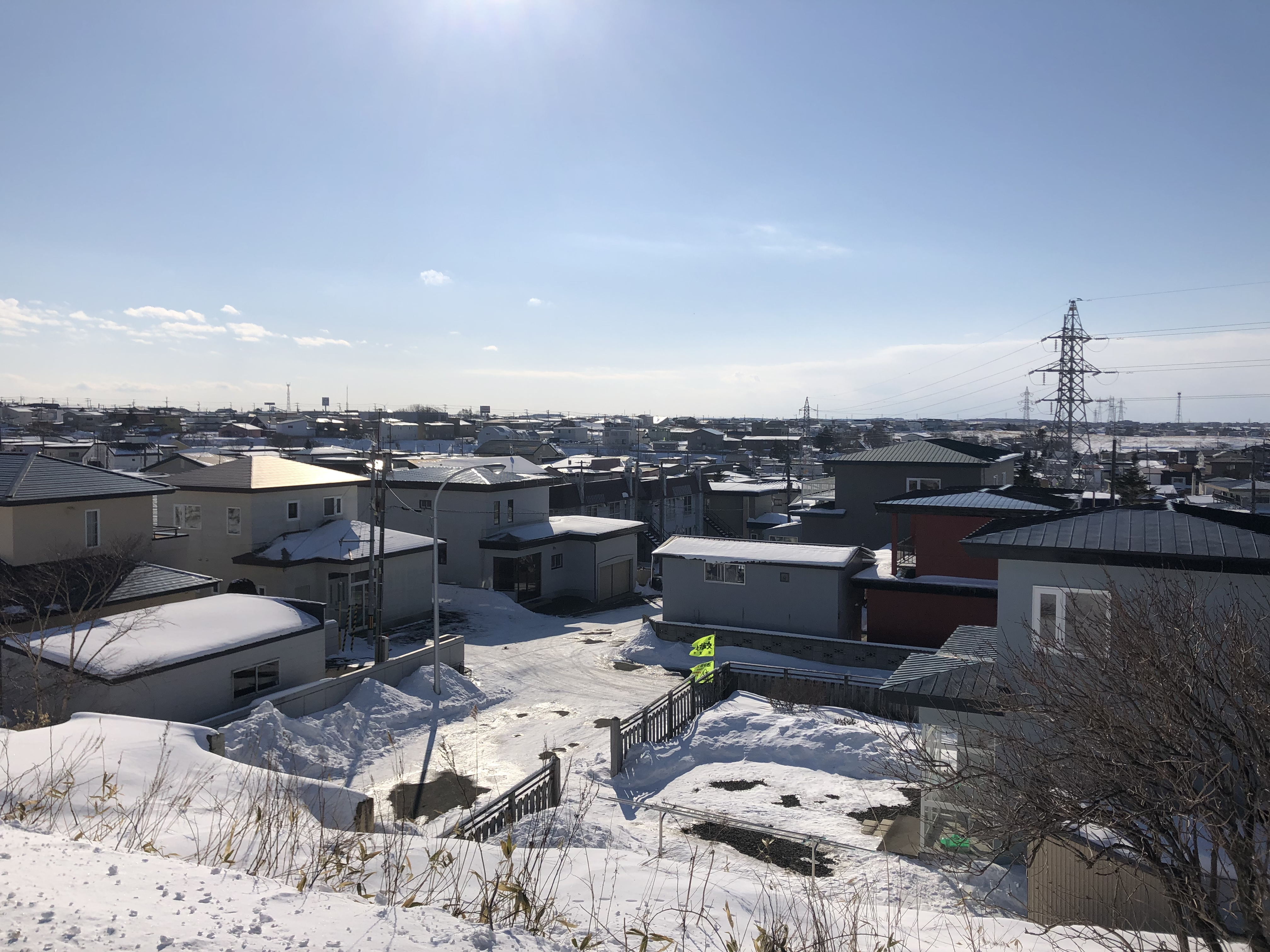
東根室駅のプラットホーム上から南西方向を撮影した画像（2019）

### 有史来
- 寛政2年（1790年）に松前藩の運上所がノッカマップ（現：根室市牧の内）から根室に移ったのが、集落の起源となった。根室は「子モロ」（子はネの変体仮名）「根諸」などと書き、河口に流木が寄り集まる小川からとられたという。また、アイヌ語のニムオロ（木の繁るところ）からとられたという説もある。根室の前に運上所があったノッカマップは、前年のクナシリ・メナシの戦いの首謀者が処刑された場所であった。そのせいでアイヌに嫌われたノッカマップを避けたのが、移転の理由であったという。[要出典]
- 寛政11年（1799年）に東蝦夷地が天領になると、根室の運上所は根室会所と改められた。
- 文政4年（1821年）12月7日には松前藩領に復し、南部藩、津軽藩兵を撤退させる。これによりネモロ（根室）は松前藩に復す[9]。
- 安政2年（1855年）に再び天領となった際、3月27日にシラオイおよびシレトコ（知床）まで及びクナシリ（国後島）、エトロフ（択捉島）の警備を任された仙台藩[10]が出張陣屋を築き警固を行った。
- 明治2年（1869年）8月、北海道11ヶ国86郡が制定され、今の根室市に相当する地域は根室国に含まれ花咲郡と根室郡が置かれた。
- 明治2年（1869年）10月に開拓使の根室出張所が置かれ、明治3年6月東京府に編入され同年10月19日付けで根室国3郡の東京府管轄を廃止する。明治4年（1871年）5月に根室出張開拓支庁と改称、明治5年（1872年）9月から根室支庁と改称した。これら官庁は東北海道の行政を統括する役目を持っていた。1882年（明治15年）から1886年（明治19年）までは、根室県の県庁所在地であった。1886年（明治19年）1月に北海道庁が設置されると、根室県は廃止され、12月まで一時的に根室支庁が置かれた。1897年（明治30年）に、今までのものよりずっと狭い根室支庁が置かれると、その所在地となって今日に至る。
- 明治初めの根室は北海道東部最大の町であった。周辺の海域で働く漁業労働者の一時的な滞在地で、人口の季節変動が大きかった。1877年（明治10年）に漁場持制が廃止され、少数商人の支配がなくなると、根室に永住する人も増え、商店が並ぶようになった。

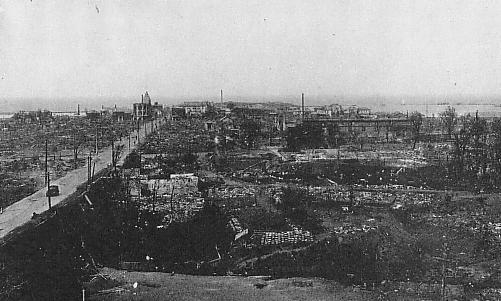
1945年（昭和20年）、北海道空襲直後の根室市

- 戦前戦後は国内有数の水産都市として発展した。太平洋戦争末期の1945年（昭和20年）にはアメリカ軍による軍事攻撃があり、同年7月14日の北海道空襲[11]の際には死者369人を出した。根室市内の大半が焼失し壊滅的被害を受けたが戦後になり復興した。1957年（昭和32年）に根室郡和田村と合併し市制を施行、1959年（昭和34年）に花咲郡歯舞村を編入合併した。

### 年表（明治以後）

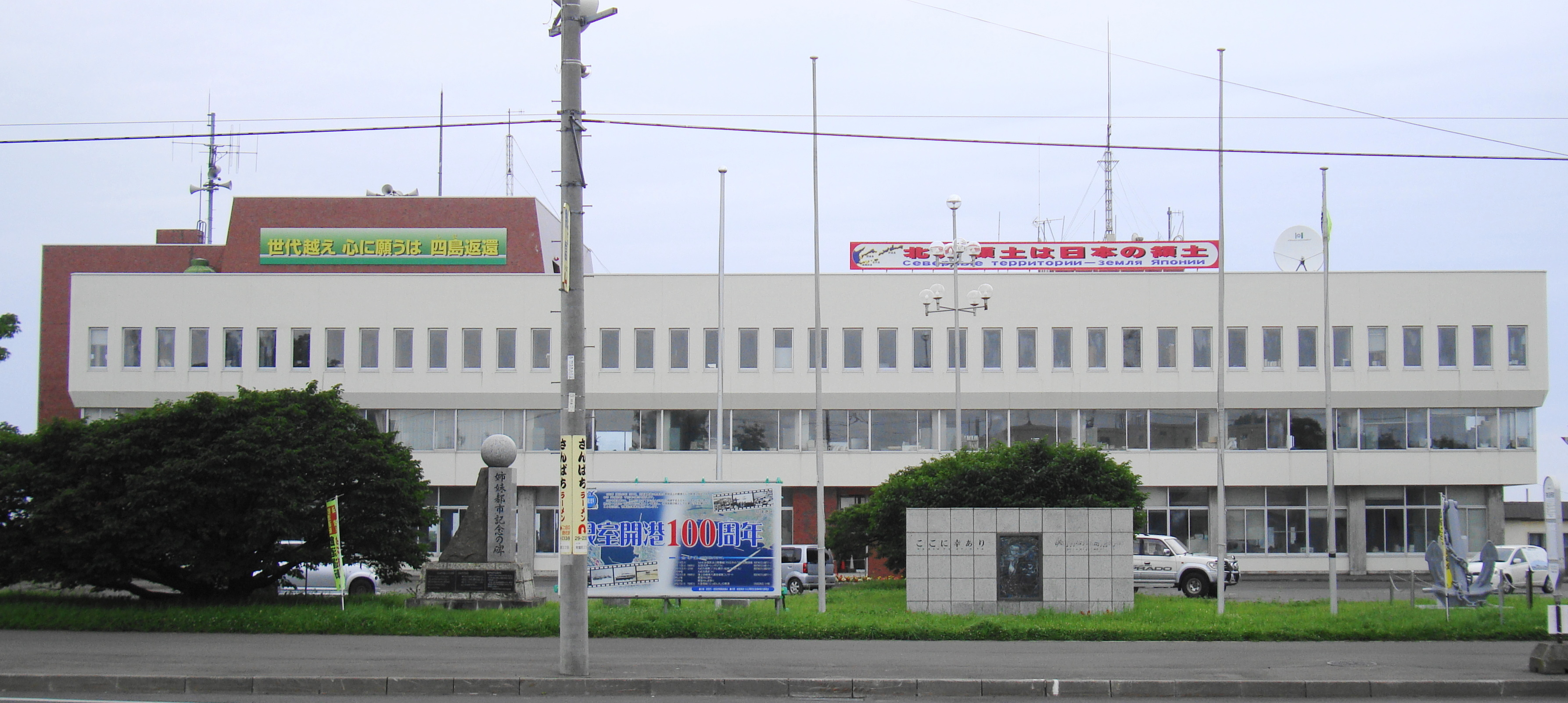
旧根室市役所

- 明治2年（1869年）9月、開拓使の松本判官が属僚とともに移住民130人を率いて来住し、開拓使役所を根室に置く。和田地区が根室開拓使役所の管轄となる。
- 1880年（明治13年）7月15日 - 戸長役場が置かれる[12]。
- 1892年（明治25年） - 清隆寺開く。
- 1900年（明治33年）7月1日 - 根室町に一級町村制施行[13]。
- 1916年（大正5年）1月16日 - 落石岬に設置された無線局とカムチャツカ半島のペトロパブロフスク・カムチャツキーの無線局間において無線電信が開通[14][15]。
- 1931年（昭和6年）8月24日 - リンドバーグ夫妻が北太平洋を飛行機で横断し根室に到着した[16]。
- 1936年（昭和11年）9月28日 - 昭和天皇の市内巡幸。根室北斗尋常高等小学校に奉迎場が設けられた[17]。
- 1957年（昭和32年）8月1日 - 根室郡根室町・和田村が新設合併し、根室市が発足（北海道内23番目、全国501番目）[18]。同時に根室郡が消滅。
- 1959年（昭和34年）4月1日 - 花咲郡歯舞村を編入する[19]。これにより、花咲郡が消滅。
- 1968年（昭和43年）
  - 8月1日 - 開基100年記念事業を実施する。同時に市民憲章と市章を制定[20]。
  - 10月21日 - 旧根室県庁に開道百年の記念標柱が建立される[21]。
- 1969年（昭和44年）3月28日 - 根室市百年記念事業推進委員会で市のシンボルを決める（市花「ユキワリコザクラ」、木は「千島桜」、鳥は「白鳥」、スポーツは「卓球」）[22]。
- 2024年（令和6年）5月7日 - 根室市役所新庁舎開庁式[23]。

## 政治

### 行政

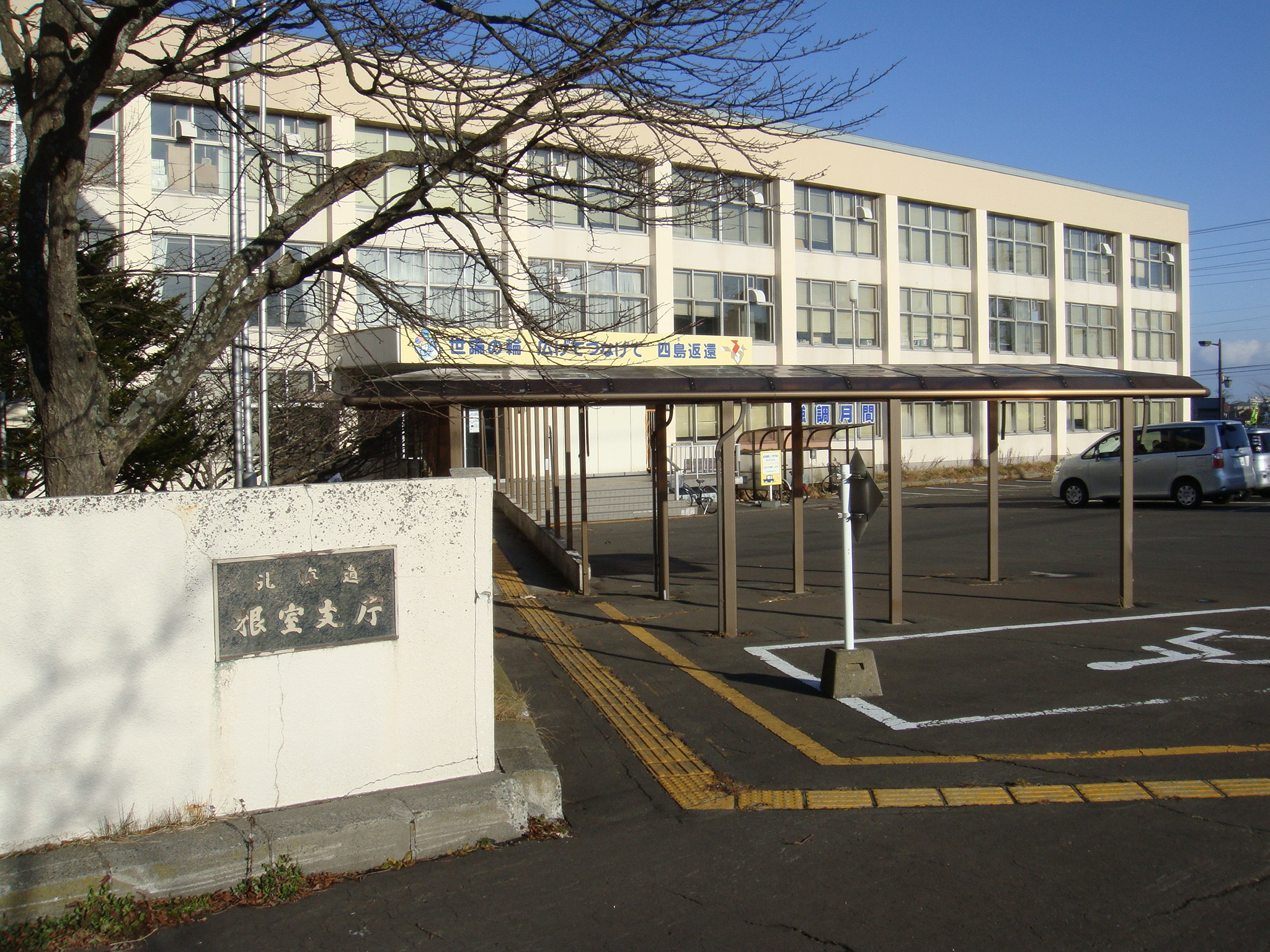
北海道根室支庁（現：根室振興局）

- 市長：石垣雅敏（2018年9月29日就任、2期目）

#### 歴代首長
| 代 | 氏名       | 就任                           | 退任 | 備考 |
| -- | ---------- | ------------------------------ | ---- | ---- |
| 1  | 蛯子源之助 | 1872年6月3日（明治5年4月28日） |      |      |
| 2  | 三浦嘉蔵   | 1875年（明治8年）              |      |      |
| 3  | 不詳       |                                |      |      |

| 代 | 氏名       | 就任                       | 退任                       | 備考     |
| -- | ---------- | -------------------------- | -------------------------- | -------- |
|    | 山本里介   | 1900年（明治33年）7月1日   | 1900年（明治33年）7月      | 事務取扱 |
|    | 安達健三郎 | 1900年（明治33年）7月      | 1900年（明治33年）10月10日 | 事務取扱 |
| 1  | 山本里介   | 1900年（明治33年）10月10日 | 1903年（明治36年）11月4日  |          |
| 2  | 深尾龍三   | 1903年（明治36年）11月26日 | 1907年（明治40年）2月24日  |          |
| 3  | 小野戒三   | 1907年（明治40年）10月31日 | 1911年（明治44年）10月30日 |          |
| 4  | 坂牛祐直   | 1912年（明治45年）5月18日  | 1921年（大正10年）10月20日 |          |
| 5  | 本橋貞七   | 1922年（大正11年）2月6日   | 1930年（昭和5年）2月5日    |          |
| 6  | 安藤石典   | 1930年（昭和5年）8月1日    | 1936年（昭和11年）7月25日  |          |
| 7  | 松尾豊次   | 1936年（昭和11年）9月7日   | 1940年（昭和15年）9月6日   |          |
| 8  | 林利博     | 1940年（昭和15年）10月27日 | 1943年（昭和18年）3月19日  |          |
| 9  | 安藤石典   | 1943年（昭和18年）6月12日  | 1946年（昭和21年）11月7日  |          |

| 代 | 氏名     | 就任                     | 退任                      | 備考 |
| -- | -------- | ------------------------ | ------------------------- | ---- |
| 10 | 岸田利雄 | 1947年（昭和22年）4月7日 | 1951年（昭和26年）4月24日 |      |
| 11 | 富樫正神 | 1951年（昭和26年）5月8日 | 1957年（昭和32年）7月31日 |      |

| 代   | 氏名       | 就任          | 退任          | 備考 |
| ---- | ---------- | ------------- | ------------- | ---- |
| 初代 | 西村久雄   | 1957年9月16日 | 1964年9月5日  |      |
| 2代  | 横田俊夫   | 1964年10月4日 | 1974年9月1日  |      |
| 3代  | 寺嶋伊弉雄 | 1974年9月30日 | 1986年9月28日 |      |
| 4代  | 大矢快治   | 1986年9月29日 | 1998年9月28日 |      |
| 5代  | 藤原弘     | 1998年9月29日 | 2006年9月28日 |      |
| 6代  | 長谷川俊輔 | 2006年9月29日 | 2018年9月28日 |      |
| 7代  | 石垣雅敏   | 2018年9月29日 | 現職          |      |

- 北方領土の事務について

1983年（昭和58年）4月1日に施行された「北方領土問題等の解決の促進のための特別措置に関する法律（昭和57年法律第85号）」により、北方領土に関する戸籍事務等を根室市が管掌している。これは、同法第11条の「指名した者」が根室市長とされている為である（北方領土問題等の解決の促進のための特別措置に関する法律に基づく告示（昭和58年3月1日法務省告示第63号、昭和58年4月1日法務省・自治省告示第1号））。その期間は、北方領土が返還された日の属する年度の3月31日までとなっている。

### 議会

#### 市議会
市議会
- 定数：16名[26]
- 任期満了日：2025年（令和7年）9月14日[26]

## 国家機関

### 厚生労働省
- 北海道労働局根室公共職業安定所（ハローワーク根室）
- 小樽検疫所花咲出張所

### 国土交通省
- 北海道開発局釧路開発建設部根室港湾事務所、根室道路事務所
- 海上保安庁第一管区海上保安本部根室海上保安部

### 財務省
- 函館税関根室税関支署
- 国税庁札幌国税局根室税務署

### 農林水産省
- 林野庁北海道森林管理局根釧東部森林管理署落石森林事務所、厚床森林事務所

### 防衛省
- 自衛隊帯広地方協力本部根室地域事務所
- 航空自衛隊根室分屯基地（第26警戒隊）

### 法務省
- 釧路地方法務局根室支局
- 出入国在留管理庁札幌出入国在留管理局釧路港出張所根室分室
- 釧路地方検察庁根室支部、根室区検察庁

### 裁判所
- 釧路地方裁判所根室支部
- 釧路家庭裁判所根室支部
- 根室簡易裁判所

## 施設

### 警察
警察署
- 北海道釧路方面根室警察署

交番
- 駅前交番（根室市光和2-7）
- 桜橋交番（根室市弥生2-4）
- 明治交番（根室市明治2-16-2）

駐在所
- 厚床駐在所（根室市厚床1-36）
- 落石駐在所（根室市落石東392）
- 納沙布駐在所（根室市納沙布33）
- 花咲駐在所（根室市花咲港164-3）
- 歯舞駐在所（根室市歯舞4-40-1）

### 消防
本部
- 根室市消防本部

消防署
- 根室市消防署

分遣署
- 花咲港（花咲港209）[27]
- 厚床（厚床1-37、38）
- 歯舞（歯舞4-40）

### 医療
主な病院
- 公立病院
  - 市立根室病院

### 郵便局
主な郵便局
- 根室郵便局（本町）（集配局）
- 厚床郵便局（厚床）（集配局）
- 歯舞郵便局（歯舞）
- 落石郵便局（落石東）
- 根室西浜郵便局（西浜町）
- 根室大正郵便局（大正町）
- 珸瑤瑁（ごようまい）郵便局（珸瑤瑁） - 日本最東端の郵便局
- 根室港郵便局（千島町）
- 根室有磯郵便局（有磯町）
- 根室平内郵便局（平内町）
- 花咲郵便局（花咲港）
- 根室曙簡易郵便局（曙町）
- 光洋簡易郵便局（光洋町）
- 和田簡易郵便局（西和田）
- 温根沼（おんねとう）簡易郵便局（温根沼）

## 対外関係

### 姉妹都市･姉妹都市

#### 海外
姉妹都市
- シトカ市（アメリカ合衆国 アラスカ州）
  - 1975年（昭和50年）12月19日 姉妹都市提携。
- セベロクリリスク市（ロシア連邦 サハリン州）
  - 1994年（平成6年）1月27日 姉妹都市提携。

#### 国内
姉妹都市
- 黒部市（中部地方 富山県）
  - 1976年（昭和51年）10月19日 姉妹都市提携[28]。

## 経済

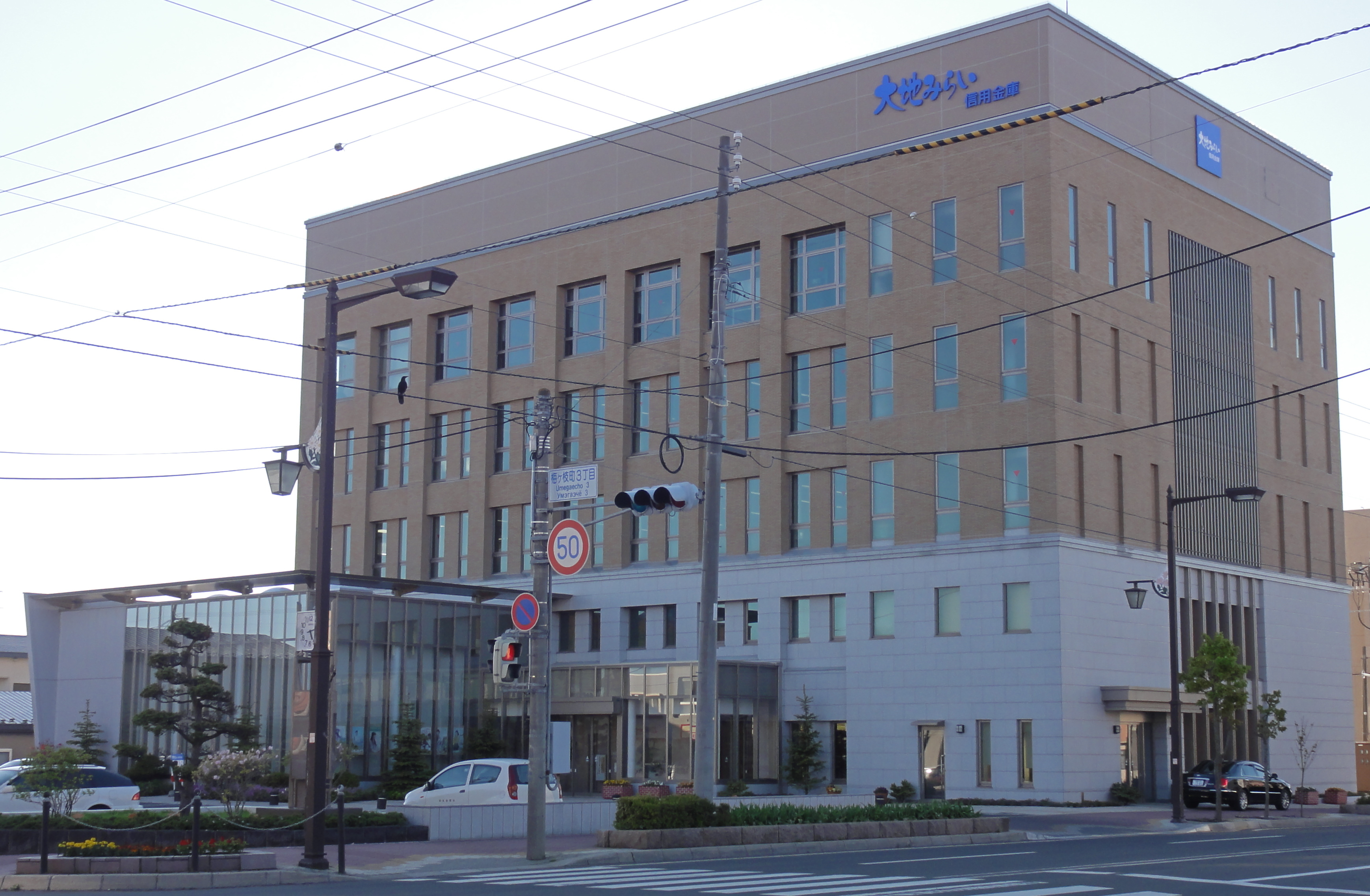
大地みらい信用金庫本店

### 第一次産業
農業
主に酪農。厚床地区に多い。
水産業
農協・漁協
- 道東あさひ農業協同組合（JA道東あさひ）根室支所
- 根室漁業協同組合
- 落石漁業協同組合
- 根室湾中部漁業協同組合
- 歯舞漁業協同組合
- 北海道農業共済組合（NOSAI北海道）根室家畜診療所

### 第二次産業
拠点を置く主な企業
- 明治[29]根室工場
- 碓氷勝三郎商店
- 花咲風力発電所（クリーンエナジーファクトリー）

### 第三次産業
物流
- ヤマト運輸：道東主管支店
  - 根室東センター・根室西センター（両センターは同一建物内に所在し、電話番号も共通となっており、市内の担当エリアを二分している）
- 佐川急便：根室営業所（発送する荷物の持ち込みや営業所での荷物受け取りが可能だが、集荷受付などの電話対応は中標津営業所が行う）

商業施設
- イオン北海道（イオングループ）
  - イオン根室店

### 金融機関
- 大地みらい信用金庫 本店 あけぼの支店 駅前支店 歯舞支店
- 北洋銀行 根室支店
- 北海道銀行 根室支店

※釧路信用組合は根室市を営業エリアに含めているものの、支店は2022年3月（令和4年）現在でも未進出。

## 教育

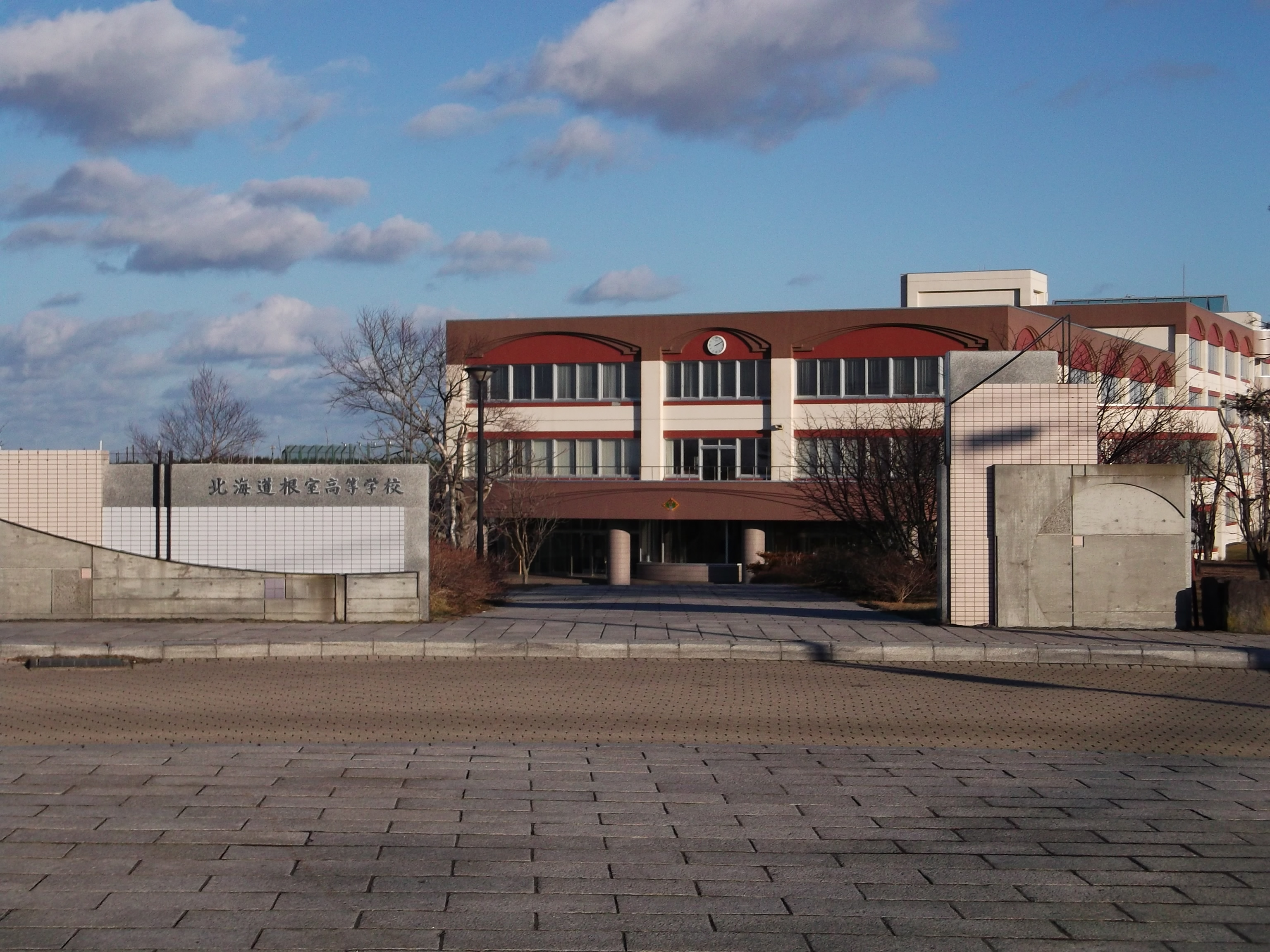
北海道根室高等学校

### 高等学校
道立
- 北海道根室高等学校

### 義務教育学校
市立
- 根室市立歯舞学園 - 2013年に共和小・華岬小・珸瑤瑁小・温根元小・歯舞中の五校が統合[30]。2020年に義務教育学校化。
- 根室市立海星学校 - 2006年に和田小・幌茂尻小・和田中の3校を統合し、根室市立海星小中学校として開校。2023年に義務教育学校へ移行し、現校名に改称。
- 根室市立おちいし義務教育学校 - 2024年に落石小と落石中を統合して開校[31]。
- 根室市立厚床小中学校 - 2016年に厚床小と厚床中を統合して開校。2024年に義務教育学校化。

### 中学校
市立
- 根室市立光洋中学校
- 根室市立柏陵中学校
- 根室市立落石中学校
- 根室市立啓雲中学校

### 小学校
市立
- 根室市立北斗小学校
- 根室市立花咲小学校
- 根室市立花咲港小学校
- 根室市立落石小学校
- 根室市立成央小学校

## 情報･通信

### マスメディア

#### 新聞･通信
- 釧路新聞社根室支社
- 北海道新聞社根室支局

#### 放送局
テレビ
- NHK釧路放送局根室支局

ラジオ放送局
- ねむろ市民ラジオ（FMねむろ）

#### 中継局
- 根室中継局

## 交通

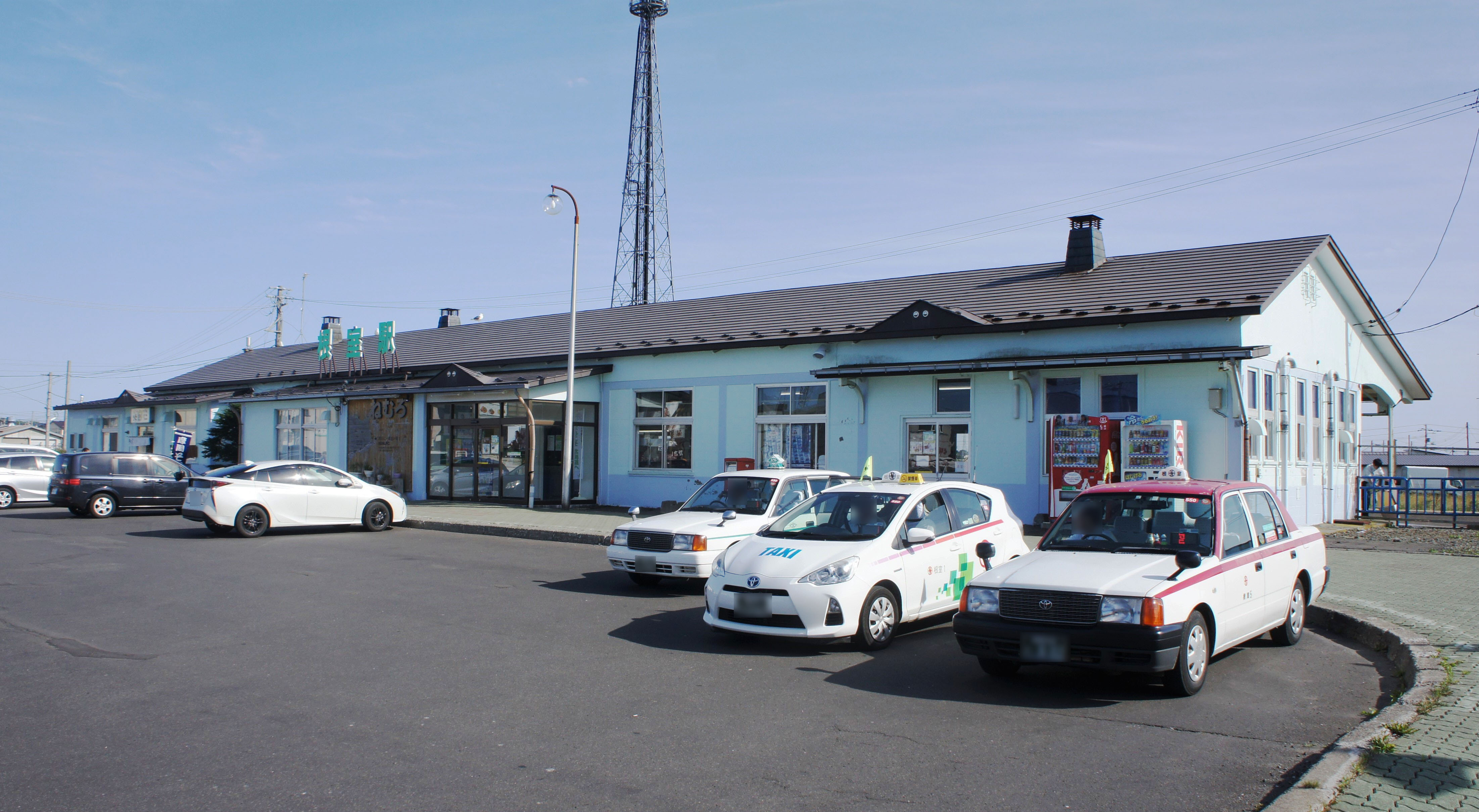
根室駅

### 空港
市内に空港は存在しない。中標津町にある中標津空港が最寄りである。なお、就航する航空会社や空港ターミナルビル運営会社では「根室中標津空港」の名称を用いている。

### 鉄道
北海道旅客鉄道（JR北海道釧路支社）
- 根室本線（花咲線）：厚床駅 - 別当賀駅 - 落石駅 - 昆布盛駅 - 西和田駅 - 根室駅
  - かつては花咲駅（2016年3月26日まで、西和田駅 - 根室駅間）、初田牛駅（2019年3月16日まで、厚床駅 - 別当賀駅間）、東根室駅（2025年3月14日まで、西和田駅 - 根室駅間）が存在したが、いずれもダイヤ改正にあわせ廃止された[32][33][34]。

#### 廃止された鉄道路線
北海道旅客鉄道（JR北海道釧路支社）
- 標津線〈1989年（平成元年）廃止〉

根室拓殖鉄道
- 1959年（昭和34年）廃止。廃止されるまでの間、日本最東端の鉄道であった。

### バス
- 根室交通 - 市内一般路線を運行するほか、以下の都市間バスを他社と共同運行する[35]。

| 愛称名         | 運行会社            | 運行区間 | 昼/夜行 |
| -------------- | ------------------- | --- | ------- |
| オーロラ号     | 根室交通 北都交通   | 札幌市（大通BCほか） - 根室市（厚床駅前・根室駅前BT）                                                                               | 夜行    |
| （愛称名なし） | 根室交通 くしろバス | 釧路市（くしろバス本社・釧路駅前・イオン釧路店ほか） - 根室市（厚床駅前・道の駅スワン44ねむろ・温根沼・根室市街地・根室駅前BTほか） | 昼行    |

### タクシー
- 中央ハイヤー
- 根室ハイヤー
- ホクトタクシー

### 道路

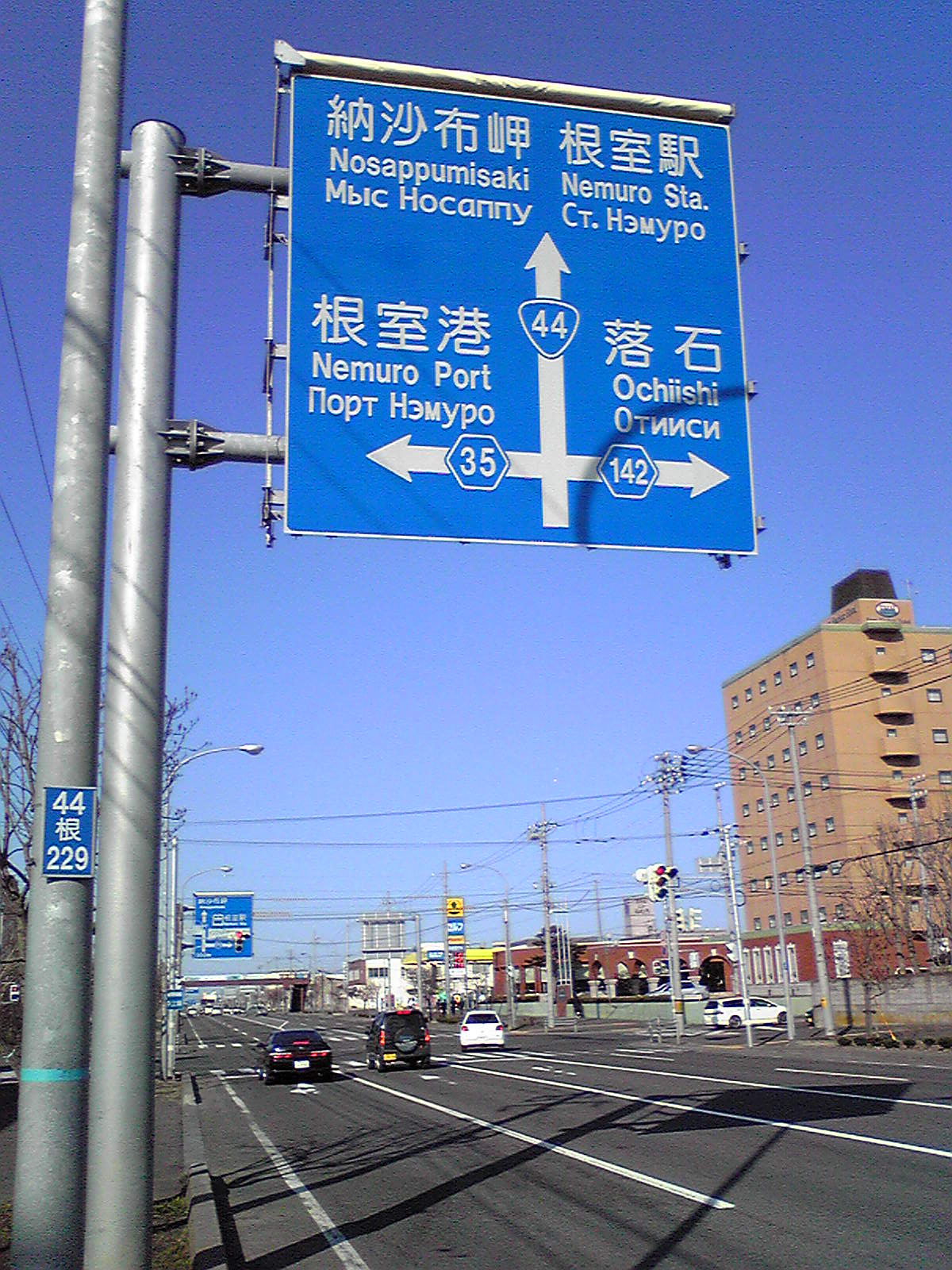
ロシア語が併記された道路標識

#### 高速道路
- 根室道路〈2020年（令和2年）3月22日開通〉

#### 国道
- 国道44号（根釧道路）
- 国道243号

#### 道道
- 北海道道8号根室中標津線
- 北海道道35号根室半島線
- 北海道道142号根室浜中釧路線
- 北海道道310号花咲港線
- 北海道道312号根室停車場線
- 北海道道313号根室港線
- 北海道道780号花咲港温根沼線
- 北海道道953号別当賀酪陽線
- 北海道道988号貰人姉別原野線
- 北海道道989号豊里歯舞線
- 北海道道1064号友知牧之内線
- 北海道道1123号落石港線
- 北海道道1127号初田牛厚床線

#### 道の駅
- スワン44ねむろ

#### その他
- フットパス
  - 根室フットパス

### 港湾
- 根室港（重要港湾）

## 観光

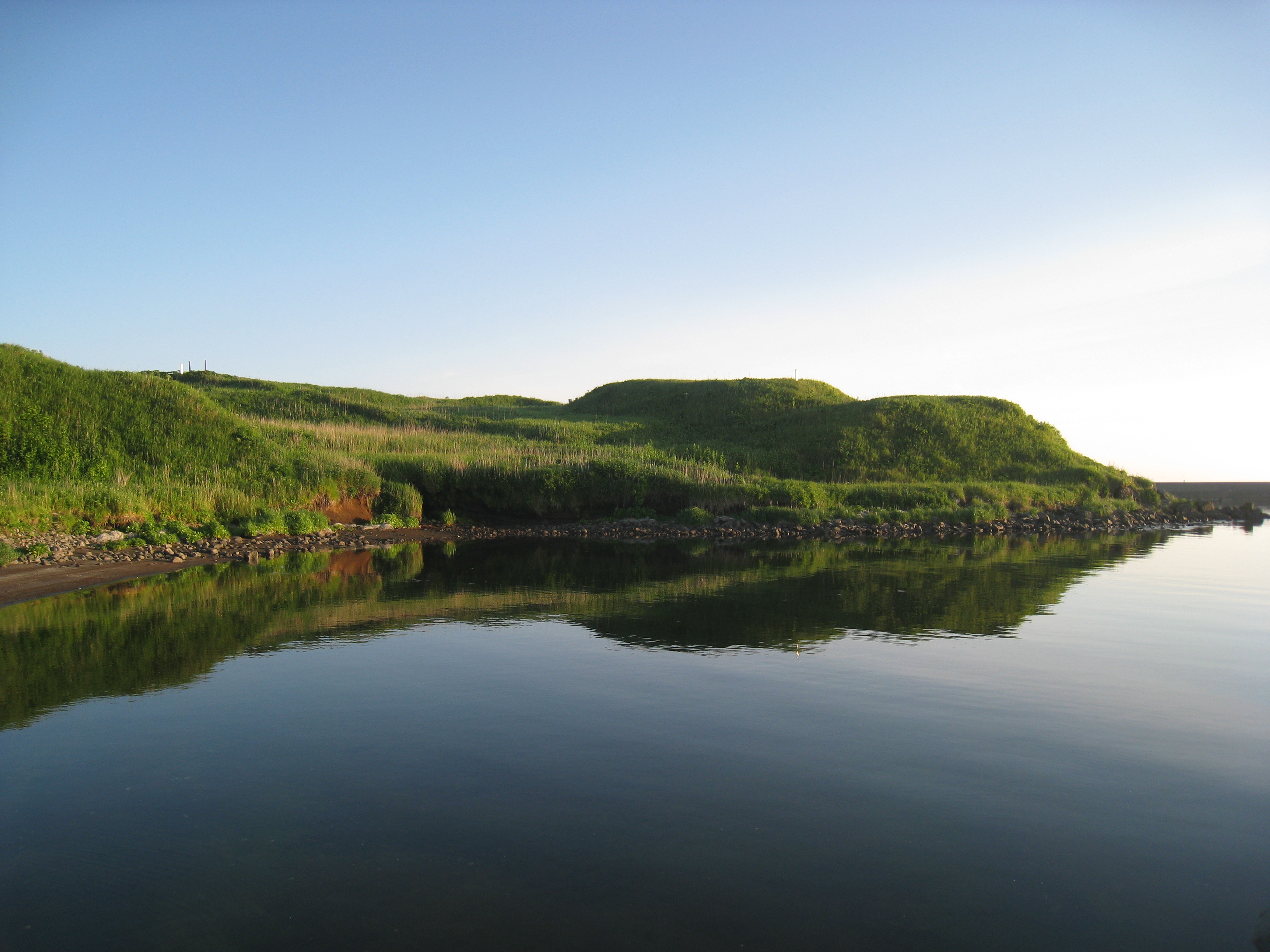
根室半島チャシ跡群

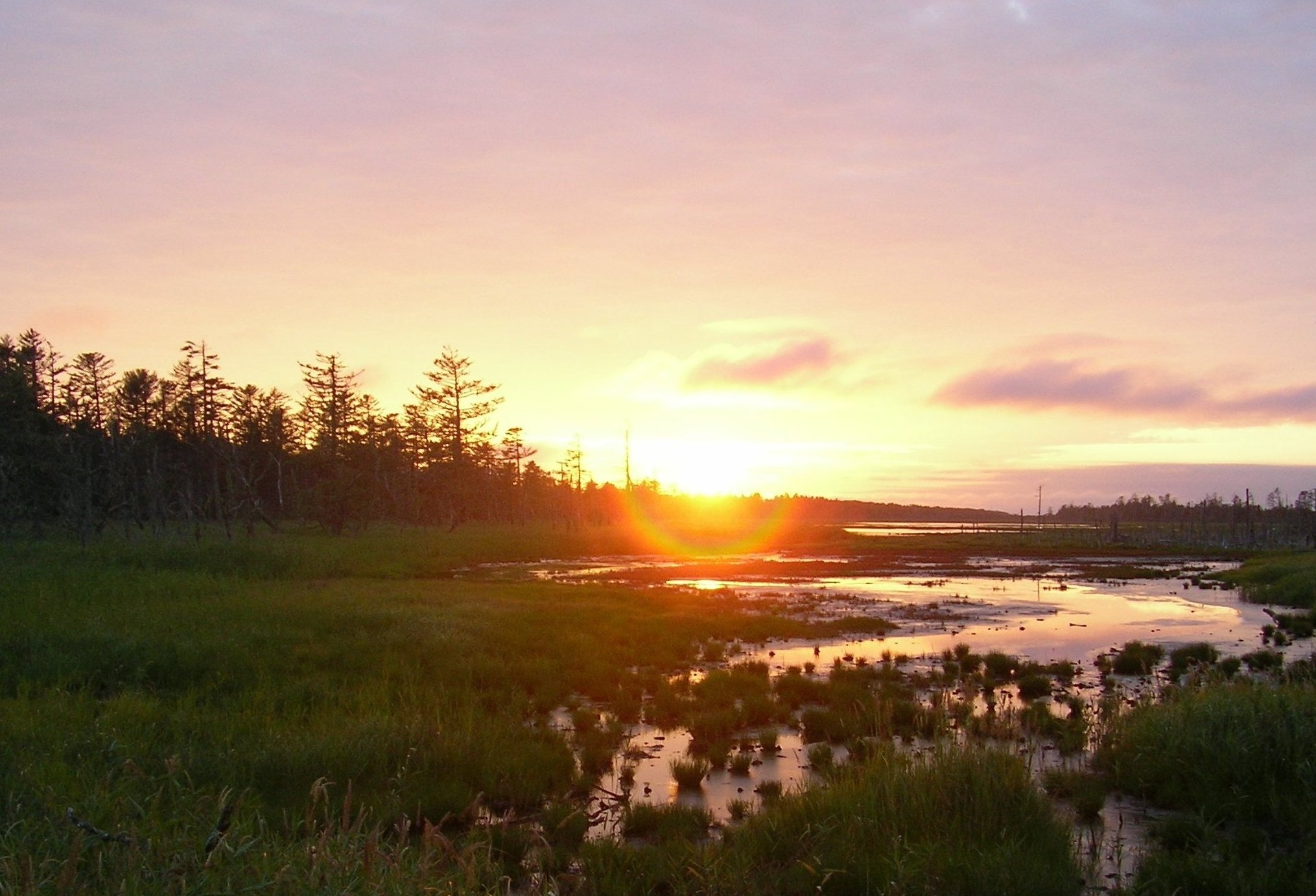
夕刻の春国岱

### 文化財

#### 登録有形文化財
- 根室市明治公園第一サイロ
- 根室市明治公園第二サイロ
- 根室市明治公園第三サイロ

#### 史跡
- 西月ヶ岡遺跡
- 根室半島チャシ跡群

#### 天然記念物
- 根室車石
- 落石岬のサカイツツジ自生地

#### その他
- 和田屯田兵村の被服庫 - 北海道指定有形文化財、和田屯田記念館
- 初田牛20遺跡出土の土偶及び墓坑出土遺物 - 北海道指定有形文化財、根室市歴史と自然の資料館
- ユルリ・モユルリ島海鳥繁殖地 - 北海道指定天然記念物

#### 根室市指定文化財
- 俄羅斯舩之圖及びワシレイラフロウ之圖、穂香竪穴群出土の動物意匠付土器など有形文化財4件
- アイヌ生活用具 - 根室市歴史と自然の資料館蔵
- 珸瑤瑁獅子神楽 - 珸瑶瑁獅子神楽保存会
- 寛政の蜂起和人殉難墓碑 - 納沙布岬
- 和田屯田兵碑
- ミズナラの風衝林

### 観光スポット
- 白鳥飛来で知られる風蓮湖、春国岱。
- 最東端の納沙布岬。
- 北海道三大秘岬の一つである落石岬。
- 護国山清隆寺（境内のチシマザクラ。北海道三十三観音霊場22番札所）

## 文化･名物

### 祭事･催事
納沙布岬初日詣（1月）、ニムオロ冬の祭典（2月）、おちいし・味祭り（6月）、港まつり（7月）、金刀比羅神社例大祭（8月）、かに祭り（9月）、さんま祭り（9月）

### 名物

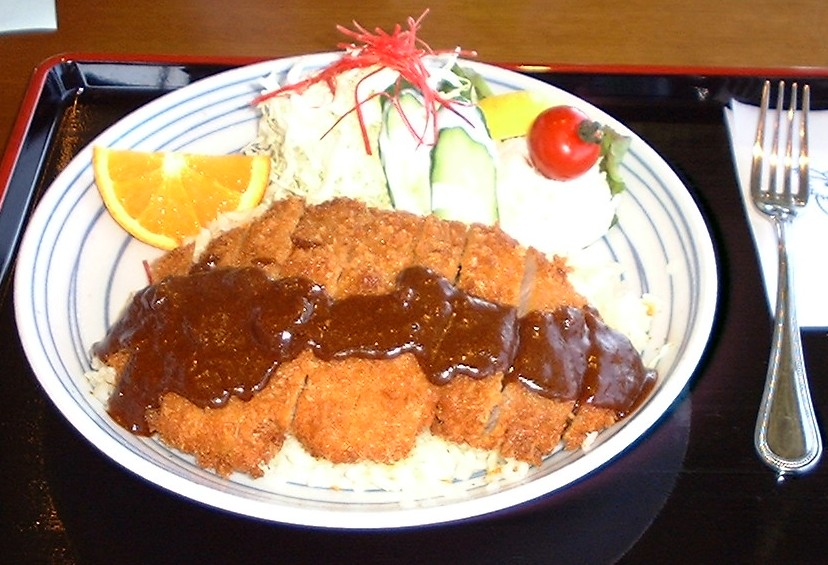
エスカロップ

- 根室さんまロール寿司
- 花咲がにラーメン
- エスカロップ
- スタミナライス
- オリエンタルライス
- ビドックライス

### 特産品
- ハナサキガニ
- サンマ等水産物
- 水産加工品
- エスカロップ
- 北の勝（日本酒）
- オランダせんべい

## 出身・関連著名人
- アンチエイジ徳泉（ものまね芸人）
- 飯田三郎（作曲家）
- 石橋美希（岩手めんこいテレビアナウンサー）
- 遠藤淑子（漫画家）
- 太田捺（近代五種競技選手）
- 金子哲俊（北海道テレビ放送元アナウンサー、現同局社員）
- 神田たけ志（漫画家）
- 木幡陽（東京大学名誉教授・生化学）
- 金原亭馬遊（落語家）
- サイクロンZ（お笑い芸人）
- 富山睦浩（サツドラホールディングス創業者・会長）
- 三遊亭金八（落語家）
- 川村八郎（実業家 マックス社長）
- 柴田平美（北海道文化放送アナウンサー）
- すまけい（俳優）
- 貴ノ山英二（元大相撲力士・二子山部屋所属）
- 中鉢悟（春日亮二）（事業家・システムオペレータ）
- 七星（プロレスラー）
- 大門寺崇（プロレスラー）
- 西岡りき（イラストレーター）
- 日野まり（声優）
- 福島聡司（映画プロデューサー）
- 福島正則（外交官、元在アルメニア日本国大使館特命全権大使、元在ハバロフスク日本国総領事館総領事）[36]
- 松井雄吉（実業家 松井ビル社長）
- 宮尾俊太郎（バレエダンサー、俳優）
- 桃野陽介（モノブライト ボーカル・ギター）
- 山縣勇三郎（炭鉱王）
- 柳瀬尚紀（英文学者・翻訳家）
- 柳田藤吉（実業家・貴族院議員）
- 乱橋幸仁（元プロ野球選手）
- ロブバードロックグループ（1980年にカップヌードルのCMイメージソング「ボーンフリー・スピリット」がヒット）
- 若天狼啓介（元大相撲力士・間垣部屋所属）

### ゆかりのある人物
- 大坂なおみ（大阪府）：プロテニス選手。母親が根室市出身で、母方の祖父は根室漁協組合長[37]。

## 根室市を舞台とした作品

### 映画
- ゴジラ2000 ミレニアム
- 無理しない　ケガしない　明日も仕事!　新根室プロレス物語（北海道文化放送）

### ドラマ
- 北の国から - フジテレビ制作。'95秘密（1995年（平成7年）6月放送）と、'98時代（1998年（平成10年）7月放送）で、市内落石地区の診療所にヒロインが勤務するという設定で登場。
- 大地の子 - NHK制作。1995年放送。第一部「父二人」に登場する敗戦時の旧満州のシーンは、市内の森林地帯で撮影が行われた。
- 南極大陸 - TBS制作。2011年放送。『TBS開局60周年記念日曜劇場』と銘打たれたこのドラマは、南極大陸のシーンのほぼ全編を根室市内で収録した。

### 小説
- 馳星周「雪月夜」（2000年10月）
- 桜木紫乃「風葬」（2008年10月）
- 河崎秋子「絞め殺しの樹」（2021年12月）

### 漫画
- 1974年から週刊少年サンデーに連載された「男組」（原作・雁屋哲、作画・池上遼一）に、軍艦島という根室沖に実在しない島が舞台のエピソードが掲載されている。